# Ikarus 261
Ikarus 261 – 11-metrowy autobus miejski produkowany przez węgierską firmę Ikarus. Model ten stanowi odmianę autobusu Ikarus 260 dostosowaną do eksploatacji w krajach, w których obowiązuje ruch lewostronny. Do napędu tego modelu zastosowano 6-cylindrowy silnik wysokoprężny Raba-MAN D2156 HM6U o pojemności skokowej 10350 cm3, mocy maksymalnej 142 kW (192 KM) i maksymalnym momencie obrotowym 696 Nm przy 1300 obr./min. lub Raba-MAN D2356 HM6U o pojemności 10690 cm3, mocy 162 kW (220 KM) i momencie obrotowym 765 Nm. Jednostka napędowa zblokowana została z 5-biegową manualną skrzynią biegów Csepel ASH-75. Ikarus 261 eksportowany był głównie do państw afrykańskich.